# Gerb
Gerb és un poble a la vall del Segre que forma una entitat municipal descentralitzada pertanyent al terme d'Os de Balaguer, a l'extrem sud-oriental del municipi.
L'antic terme de Gerb, de 18,19 km², que es va dissoldre a mitjan segle xix i que va existir també durant els anys 1937-1939, només té continuïtat territorial amb el municipi d'Os de Balaguer en un sol punt, la Torreta dels Quatre Batlles. El funcionament d'una junta veïnal amb autonomia respecte a Os de Balaguer es remunta al 1904. Segons el cens del 2019 tenia 591 habitants.
Gerb es troba vora el barranc del Macip i al marge dret del riu Segre, a només tres km de la capital de la comarca, Balaguer, a la qual l'uneix una carretera local. Del poble surten dues carreteres més, una cap a Sant Llorenç de Montgai i Camarasa vora el Segre, i l'altra cap a Vilanova de la Sal.
Està situat al peu de l'antic castell de Gerb, bastit pel comte Ermengol IV d'Urgell cap al 1082 com a base per a la conquesta de Balaguer, i durant uns anys va ser la capital del comtat. Més tard (1106) fou cedit a l'església de Santa Maria de Solsona. L'església parroquial està dedicada a Sant Salvador. La presidenta de l'entitat municipal descentralitzada de Gerb és Paqui Marquina.
| 1990 | 1991 | 1994 | 1995 | 1996 | 2001 | 2003 | 2005 |
| ---- | ---- | ---- | ---- | ---- | ---- | ---- | ---- |
| 322  | 304  | 304  | 311  | 311  | 331  | 371  | 432  |

## Persones
- Josep Pla i Agulló (1931-1993): llatinista i traductor català